# Land o' Lizards
Land o' Lizards è un film muto del 1916 diretto da Frank Borzage che ne è anche l'interprete principale. Altri interpreti della pellicola erano Harvey Clark, Laura Sears, Perry Banks, Anna Little, Jack Richardson.

## Trama
Il miglior ranch del territorio è stato occupato abusivamente da una banda chiamata "Bar C", ma non si trova nessuno sufficientemente coraggioso da sfidare la masnada fino a quando non viene scoperto l'oro in quei terreni. Con i milioni di dollari in palio, una società per lo sviluppo del territorio ingaggia "the Stranger", un tipo tosto che conquista il rispetto dalla banda i cui membri, anche se riluttanti, consegnano il ranch a quello che rivendica il possesso della terra quale legittimo proprietario, tale Dave Moore. L'uomo, un allevatore locale, ritiene che la terra sia legalmente sua e "Stranger" inizia a lavorare per lui. Ma la banda sembra non essere d'accordo e non passa molto tempo che le cose si inaspriscono, tanto che Dave finisce ucciso. Bobbie, la sua unica figlia che, fino a quel momento si era sempre vestita da ragazzo, si rivela essere invece una giovane donna e "Stranger" si innamora di lei. Con l'aiuto degli abitanti del paese, "Stranger" riesce finalmente a sbarazzarsi della banda e, in tribunale, sostiene la richiesta fatta a suo tempo da Moore per il possesso del ranch. La terra viene definitivamente affidata a Bobbie che, dopo esserne entrata in possesso, sposa l'amato "Stranger".

## Produzione
Il film (chiamato anche The Land O' Lizards) fu prodotto dalla American Film Manufacturing Company.

## Distribuzione
Distribuito dalla Mutual (Masterpictures De Luxe Edition), il film uscì nelle sale statunitensi il 18 settembre 1916. Ne venne fatta una riedizione che, distribuita dalla Aywon Film, uscì il 30 marzo 1922 con il titolo Silent Shelby.

### Conservazione
Copia completa della pellicola si trova conservata negli archivi dell'Instituto Valenciano de Cinematografia di Valencia.